# Lucia Ronchetti
Lucia Ronchetti (Roma, 3 febbraio 1963) è una compositrice italiana.

## Biografia
Lucia Ronchetti nel 1987 si diploma in composizione ed in musica elettronica presso il Conservatorio di S. Cecilia e si laurea in Lettere e Filosofia presso l'Università La Sapienza di Roma.  A Parigi ottiene il D.E.A. in Estetica presso la  Sorbonne di Parigi e nel 1999 discute la tesi di dottorato in musicologia presso l'École pratique des hautes études presso la Sorbona, sotto la direzione di François Lesure. Nel 1995-96 segue il corso annuale dell'IRCAM, nel 1996-97 ottiene la Residenza alla Cité Internationale des Arts a Parigi e la Borsa Erato del Ministero degli Esteri per Parigi. Nel 1999 è Compositore in residenza all'Akademie Schloss Solitude di Stoccarda, nel 2003 alla Mac Dowell Colony di Peterbourough di Boston, nel 2003 al Forum Neues Musiktheater della Staatsoper di Stuttgart. Nel 2005 vince il premio Fulbright quale Visiting Scolars alla Columbia University di New York. Nel 2005-2006 risiede a Berlino, grazie al premio della DAAD. Nel 2007 è compositore in residenza presso la Corporation of Yaddo di New York. Importanti per la sua formazione compositiva gli studi con Salvatore Sciarrino, Gerard Grisey e Tristan Murail.
È stata direttrice della Biennale musica di Venezia fino al 2024.

## Opere
- Der Sonne entgegen, Music theatre for 14 voices, brass-ensemble end live electronics (2006), Text by Steffi Hensel
- Last Desire, A Tragedy in One Act, Music theatre for treble voice, countertenor, bass, viola and live electronics, Text from Oscar Wilde's Salomé in an adaptation by Tina Hartmann (2003-2004)
- Amore, Atto unico da Giorgio Manganelli, Music theatre for female voice, viola and live electronics (2002), Text by Giorgio Manganelli
- L'ape apatica, Gioco concertante, Music theatre for children, for soprano, trombone, percussion, treble voices, tape and live electronics (2001), Text and drawings by Toti Scialoja
- Le tentazioni di Girolamo, Un incubo ridicolo annidato in biblioteca, Music theatre for speaking voice, female voice, double bass, harp, tape and live (1995), Text by Ermanno Cavazzoni in an adaptation by Stefania De Santis
- Die Nase, Puppets Play (1994), for clarinet, cello and piano, Script by Sigrid Maurice from Nikolai Gogol
- Le voyage d'Urien, Drammaturgia for five voices and ensemble (2008), Text from André Gide and Ian Hacking
- Albertine, Drammaturgia for solo female voice and whispering audience (2007), Text from Marcel Proust
- Hamlet's Mill, Drammaturgia for soprano, bass, viola and cello (2007), Text by Eugene Ostashevsky (based on fragments from the “Hamlet's Mill” by Giorgio de Santillana)
- Xylocopa Violacea, Drammaturgia for solo viola and live electronics (2007)
- Pinocchio, una storia parallela, da Giorgio Manganelli, Drammaturgia for four male voices (2005), Text from  Giorgio Collodi
- Hombre de mucha gravedad (da “Las meninas” di Velasquez), Dramaturgia for four voices and string quartet (2002), Text by Andrea Fortina from Quevedo, De Gongora, Calderon de la Barca
- Anatra al sal, Comedia harmonica, Dramaturgia for six voices (2000), Text by Ermanno Cavazzoni
- BendelSchlemihl, Strasse Opern, Drammaturgia for speaking voice, accordion and live electronics (2000), Text by  Ivan Vladislavic  from Adelbert von Chamisso
- Musikfässli, Lettura da  Adolf Wölfli, Dramaturgia for actor, flute, 2 trombones, piano, zarb, tape and live electronics (1994), Text by Adolf Wölfli
- Il Castello di Atlante, Apparizioni per radio sola  (2007)
- Studio in forma di rosa, Hörstück (2006) (in collaboration with Folkmar Hein), Text by Andrea Fortina
- Rivelazione, Radio play (1998), Text by Ermanno Cavazzoni
- L'Alibi del Labirinto, Radio play (1993), Text by Toti Scialoja
- Astolfo sulla luna, Radio play (1987), Text from Ludovico Ariosto
- Arborescence, In memoriam  Giuseppe Sinopoli, per orchestra (2004)
- Quaderno gotico, Studio per orchestra (2000/2001)
- Déclive-Étude, Berceuse per orchestra(2001/2002)
- Schiffbruch mit Zuschauer, Studio per orchestra da Hans Blumenberg (1997, rev. 1999)
- Die Sorge geht über den Fluss, (da Hans Blumenberg), for flute, clarinet and orchestra (1995)
- Coins and crosses, A Yessong, for vocal ensemble
- Last Desire Cadenza, per viola sola (2006)
- Requiem, per viola sola (1982, rev.2006)
- The glazed roof, A Study of Equilibrium by Ieoh Ming Pei, for harp, piano, marimba and string quartet (2005)
- Opus 100, Kriptomnesie da Schubert, for violin, cello and piano (2005)
- In shape of anxieties, In Nomine Studio, for flute, clarinet, piano, violin, viola and cello (2005)
- Come un acciar che non ha macchia alcuna, Studio sulla luna da Ludovico Ariosto, for carillon and recorded sounds (2005)
- Talia, for flute, clarinet, piano, percussion, violin, viola and cello (2002, rev. 2005)
- Il sonno di Atys, for viola and live electronics (2002-2003)
- Geographisches Heft, Studio per Adolf Wölfli, for flute, oboe, bassoon, horn, trumpet, trombone, violin, viola, cello (2001)
- Les propos de Shitao, for female voice, flute, clarinet, piano, violin and cello (2000), Text by Shitao
- Éluvion-Étude, for viola and live (1997)
- La violette geante, Studio per Adolf Wölfli, for bass-flute and tape (1996)
- Anakyklosis, for flute, horn, harp, piano, percussion, viola, double bass (1996)
- Krise eines Engels, (da Paul Klee), for flute, clarinet, violin and piano (1995)
- Zohrn, Studio per Adolf Wölfli, for flute, clarinet, horn, trumpet, trombone, tuba, percussion, piano, violin,
- Mehr Vogel als Engel, (da Paul Klee), for double bass (1994)
- Deserti, for trumpet and tape (1993)
- Luna de enfrente, for viola, cello and double bass (1993)
- Tremblements de tendresse, for flute, clarinet, piano and percussion (1993)
- Bianco temperie, Improvviso, for viola, cello, percussion and piano (1992)
- Altri canti di Marte, for two percussionists (1990)
- La macchina del cinguettio, (da Paul Klee), for flute and piano (1990)
- Studi profondi, for solo viola (1984)